# Jacobus Visagie
Pas d'image ? Cliquez ici

a Compétitions nationales et continentales officielles uniquement.

Dernière mise à jour le 15 mai 2024.
Gerrit Jacobus Visagie, né le 8 juillet 1992 au Cap (Afrique du Sud), est un joueur sud-africain de rugby à XV qui évolue au poste de talonneur.

## Biographie
Jacobus Visagie est formé chez les Boland Cavaliers. En 2010, il déménage à Pretoria pour rejoindre les Blue Bulls. Il évolue alors dans l'équipe des moins de 19 ans puis des moins de 21 ans.
Il commence à jouer avec l'équipe sénior lors de la Vodacom Cup 2013 en entrant en jeu contre les Pumas. Il joue également la Currie Cup cette année-là. L'année suivante, il est titulaire pour la première fois avec les Blue Bulls lors de la Vodacom Cup. Il intègre également l'effectif des Bulls pour préparer le Super Rugby mais ne joue aucun match.
En 2015, il joue son premier match de Super Rugby avec les Bulls. De 2015 à 2019, il fait 47 apparitions avec la province dans la compétition.
En 2016, il est titulaire durant la finale de la Currie Cup perdue 36 à 16 contre les Free State Cheetahs,.
Au mois de novembre 2018, il est prêté au Gloucester Rugby en Angleterre avant de revenir jouer le Super Rugby 2019.
En août 2019, il est recruté par le Stade toulousain en France en tant que joker coupe du monde pour combler les absences de Julien Marchand, blessé, et Peato Mauvaka, sélectionné pour disputer le mondial.

## Palmarès
- Finaliste de la Provincial Championship moins de 19 ans en 2011
- Finaliste de la Currie Cup en 2016